# Під місяцями-близнюками (Дискавері)
Під місяцями-близнюками (Under the Twin Moons) — п'ятдесят сьомий епізод американського телевізійного серіалу «Зоряний шлях: Дискавері» та 2-й у п'ятому четвертому сезоні. Епізод написав Даг Аарнікоскі, режисер Алан Мак-Елрой. Перший показ відбувся 4 квітня 2024 року.
У 32-му столітті капітану Майкл Бернем та екіпажу USS «Discovery» доктор Ковіч доручає надсекретну місію «червоної директиви» для дослідження 800-річного ромуланського наукового судна. Перш ніж дістатися туди, кур'єри Молл і Л'ак щось забирають із судна.

## Зміст
Коли USS «Discovery» проходить ремонт у доці після сходження лавини на К'мау, капітан Майкл Бернем переглядає голограму першого запису Федерації про Прародителів.  Сару входить і зауважує — він переглядав ту саму голограму. Радіаційні властивості пісків К'мау призвели до тривалого ремонту, а затримка ще більше додала переваги Молл та Л'ак в змаганні за технологію. Сару повідомляє, що ремонт майже завершено, «Дискавері» буде готовий до стрибка протягом години. Бернем полегшено жартує, що подальші затримки змусили б її задуматися — чи це Сару відкладає свій останній день на борту. Вона ще не знайшла нікого замість Сару, але рада, що має іще одну місію, аби попрощатися. Потім він повідомляє Бернем ще про одну офіційну справу — з офісу президента.
В офісі президента Лари Ріллак Бернем та капітана Рейнера допитують про їхні дії на К'мау. Бернем запитують, чи погодилася вона з рішенням Рейнера відкрити вогонь. Хоча Майкл вважає, що така думка не сприятиме доречним свідченням, Ріллак наполягає на політичних наслідках, і відновленні, яким зараз займається Інженерний корпус Зоряного флоту. Бернем захищає Рейнера як не відповідального за лавину, але Ріллак вважає — він надихнув тих, хто це зробив. На повторне запитання Бернем мовчить. Коли адмірал флоту Венс попросив відповісти, Рейнер надає Майкл добро, нагадавши, що їй не було труднощів висловити свою думку в польових умовах. Бернем не погоджувалася з Рейнером і вважала, що його рішення становить невиправданий ризик. Захищаючи Рейнер каже, що він повідомив Майкл — вони мають червону директиву і його стратегія була ефективною для блокування втечі ворога.
Президент заперечує, що все змінилося в мирний час. Рейнер докоряє раді, що війна — це постійна можливість, посилаючись на внутрішні чвари Брінів і переозброєння Оріона. Не дивлячись на заперечення Бернем щодо погіршення його власної ситуації, Рейнер скаржиться, що він міг бути там прямо зараз, завершуючи місію, а не займаючись політикою. Він критикує Раду Федерації за втрату часу, поки технологія Прародителів може потрапити до рук ворога. Венс зупиняє його тираду, і президент Ріллак оголошує перерву.
Венс дякує Бернем за відвертість у раді та зазначає, що Рейнер любить Федерацію та Зоряний флот — але не вміє комунікувати. Бернем вважає, що Рейнер — талановитий офіцер, у нього є чому навчитися. Сару повідомляє Майкл через комлінк, що «Дискавері» готовий до стрибка. Венс запитує про доповнення до судового маніфесту команди Бернем. Бернем лише каже, що його проінструктують і підготують до від'їзду. Венс вважає — нове доповнення буде корисним — він знає тактику Молл та Л'ак, і Бернем погоджується, додаючи, що працювати з ним не буде проблемою.
«Нове доповнення» насправді є Клівлендом Букером. Він оселяється у своїй новій квартирі, входить Бернем, керуючи голографічною іграшковою мишею, яку Королева ледве визнає. Букер вважає, що постійні зміни заважають Королеві осісти. Бернем вважає, що Букер вразив Венса, але Бук досить щасливий, що не повертається у в'язницю, і стверджує — просто йде туди, куди йому скажуть. Майкл розповідає Буку про щоденник, який ніби показує, що доктор Веллек сховав технологію Прародителів або принаймні ключ до неї на Ліреку, наступному пункті призначення «Дискавері». У той час як Стамец переглядатиме схему з щоденника, Бернем хоче, щоб Букер проглянув взаємодію Молл і Л'ак із Фредом. Тим часом доктор Калбер працюватиме над психологічним профілем обидвох. Бернем згадує, що це буде остання місія Сару. Букер вважає смішним те, що «екшн Сару» тепер буде прикутий до письмового столу. Бернем здивована прізвиськом. Потім вона залишає Букера з іграшковою мишею та зв'язується із Сару на мосту. Повідомляючи чорну тривогу, «Дискавері» стрибає геть.
«Дискавері» прибуває в систему Лірека. Сільвія Тіллі — яка працює науковим спеціалістом в Академії Зоряного Флоту — вказує, що згадка в щоденнику «під тінню супутників-близнюків» відповідає конкретному місці на планеті, де відбувається подвійне сонячне затемнення над великою спорудою. Адіра Тал повідомляє — безлюдна планета класу M використовувалася як могильник нині вимерлими промеліанцями. Сару дивується, чому Веллек ховає щось у стародавньому промеліанському некрополі, який востаннє досліджували понад століття тому. Тіллі не повідомляє про відсутність Л'ак чи Молл, але не може бути впевнена — не знаючи їхніх маскувальних здібностей. Вона обіцяє шукати їх, навіть якщо думати про це огидно. Бернем, щаслива поверненням Тіллі, просить її подякувати курсантам за те, що вони дозволили «позичити» її.
Сару, розуміючи, що координати їхнього променя знаходяться далеко від цільової області, спонукає Тіллі пояснити, що структура покрита великим електромагнітним полем, яка перешкоджає прямому транспортуванню. Бернем наказує охороні залишатися в режимі очікування, вона хоче, щоб ніхто інший не вилучався, якщо це не необхідно, щоб не порушувати священний простір. Готова передати командування, Бернем повертається до Сару і з ностальгією оголошує «останній танок». Сару відповідає, що піде за нею, і два офіцери матеріалізуються на Ліреку. Оглянувши напрочуд спокійне й тихе середовище, Сару шукає Л'ак та Молл, але не знаходить жодної форми життя поблизу. Коли вони йдуть до піраміди, Бернем вигукує: «Сила творіння, ось і ми!»
На борту «Дискавері» доктор Калбер вітає Букера обіймами. Калбер повідомляє, що Молл і Л'ак використовують гібридизовану технологію кількох видів і виявляють жорстокість лише тоді, коли це вимагається, хоча вони також не цураються насильства. Молл — це людина, але він не має уявлення про те, до якого виду належить Л'ак, чи навіть це їхні справжні імена ачи походження. Зора показує кадри втечі Молл і Л'ак. Букер усвідомлює, що, незважаючи на те, що у них на хвості два зорельоти, Молл і Л'ак знайшли час, щоб виконати маневр елеронами. Обоє розуміють, що Молл і Л'ак — любителі гострих відчуттів, і Букер планує підманити їх, давши їм скелю та подивившись, чи стрибнуть вони.
На Ліреку Сару та Бернем пробираються крізь зарості. Бернем повідомляє йому про прізвисько «нестримний Сару», про яке він уже знає, повідомляючи Майкл, що його придумала Джетт Рено після його зустрічі із Зареком. Потім він згадує, коли Бернем вперше потрапила на борт «Дискавері». Визнаючи, що, хоча на той час він вважав — Майкл була неправильним вибором для цієї роботи, вона максимально використала цю можливість. І він залишається глибоко вражений її досягненнями. Бернем визнає, що Сару завжди бачив щось у ній, і тепер вона бачить у ньому найсміливішу душу, яку вона коли-небудь знала. Бернем скаржиться — буде важко знайти нового першого офіцера, коли Сару не буде. Сару дає кілька порад: він каже Бернем, що вона «сила» і їй буде корисно мати когось подібного, та пропонує Букера, оскільки той стоїть на своєму.
Розмова переривається, коли Бернем помічає залишки скелетів, за якими вони обидва припускають, що це були грабіжники могил. Хоча процес розкладання зайшов занадто далеко, щоб не зважати на те, ким би ці істоти були вбиті. Потім Сару виявляє гігантську кам'яну статую руки, і два капітани матеріалізують свої фазери, перш ніж продовжити.
На борту «Дискавері» Адіра пильно дивиться на Тіллі та пояснює — усі раді, що вона повернулася, навіть якщо тимчасово. Тіллі щаслива повернутися, але визнає — вона відчуває, що її місце в Академії Зоряного Флоту, хоча курсанти не витримали польових випрбувань. Вони здатні виконувати завдання, але не розуміють значення своїх місій. Адіра запевняє, що — хоча завдання є конкретними — сенс менший. І свіжий погляд Тіллі піде їм на користь. Адіра визнає, що її думки повертаються до Грея. Сигнал тривоги сповіщає їх про сплеск магнітного поля на планеті внизу.
Сару та Бернем наближаються до цілі на п'ятсот метрів, і натрапляють на скульптуру великої кам'яної голови з чотирма очима. Тіллі передає інформацію про сплеск і запитує, чи не бачить Бернем щось дивне. Бернем відповідає «ні» — і очі статуї відкриваються, щоб випустити чотири повітряні дрони, вона з Сару біжать в укриття.
Тіллі та Адіра зазнають невдачі при спробі відкалібрувати транспортер навколо електромагнітного поля, щоб вони могли направити Сару та Бернем в безпечне місце. Капітани також не можуть безпечно повернутися до зони десантування, куди їх спочатку транспортували. Вони надто близько до дронів, щоб «Дискавері» міг безпечно знищити їх з орбіти. Без можливості чекати ситуація починає виглядати безнадійно. Ситуація стає тільки гіршою, один із безпілотників самопідривається, щоб пошкодити їх укриття. Статуя надсилає заміну дрону. Бернем передає термінову потребу знайти спосіб вимкнути джерело живлення системи безпеки.
Тіллі намагається визначити джерело живлення, на якому працює захист Лірека. Після відкидання припущень, включаючи іонний реактор, дейтерій, батарею та приховану антиматерію, надходить термінова передача від штаб-квартири Федерації. Капітан Рейнер з'являється через голограму. Він пояснює, що стежив за захищеними комунікаціями завдяки своєму тридцятирічному досвіду в Зоряному Флоті, включаючи сім Червоних директив. Він пояснює їм, що це не наукова проблема, а проблема людей, і вони повинні думати як промеліанці дві тисячі років тому, а не як вчені 32-го століття. Тіллі змушує Зору перевірити базу даних Федерації, щоб дізнатися, що промеліанці використовували термоядерний цикл Ленуара на своїх кораблях, але на поверхні планети немає доказів цього. Рейнер заохочує їх поставити під сумнів, яку технологію мали промеліанці, щоб захистити планету, або ще краще, що вже було там. Зара шукає інші джерела енергії, які промеліанці використовували на своїх кораблях або в містах. Вона йде нижче в списку гравітаційних хвиль, гамма-спалахів і електромагнітних хвиль. Усі присутні швидко розуміють, що електромагнітні хвилі відповідають електромагнітному полю, яке спостерігається на Ліреку, і це повинно бути джерелом енергії.
Усі чотири дрони детонують на прикритті Сару та Бернем. Вони відступають, щоб укритися за кам'яною рукою статуї. Тіллі передає свої відкриття, але Сару вважає, що вони не дуже корисні — оскільки не можуть вимкнути електромагнітне поле цілої планети. Однак вони можуть вимкнути механізм внутрішнього контролю захисту, який, як усвідомлює Бернем, має бути в голові статуї. Сару зупиняє її, попереджаючи, що це може спричинити ланцюгову реакцію та знищити систему захисту разом із усім, і вбивши їх. Він пропонує відключити систему від джерела живлення. Бернем стверджує, що немає достатньо часу для сканування та визначення місцезнаходження необхідного компонента, особливо з безпілотними літальними апаратами. Сару придумує план — за допомогою електромагнітного імпульсу, який повинен порушити 1000-річну систему. Тіллі погоджується, що це безпечніший варіант, і пропонує налаштувати блоки живлення від фазерів на аварійний розряд чимближче до механізму керування. Бернем має намір викликати вогонь дронів. Але Сару наполягає на тому, щоб піти замість неї — оскільки його рефлекси та швидкість набагато перевершують людські. Бернем благає бути тим, хто це зробить, і стверджує, що Т'Ріна матиме розбите серце. Однак Бернем поступається, забираючи фазер Сару разом із своїм.
Сару пробирається через ліс на вражаючій швидкості. Спочатку чотири дрони переслідують, але один відривається і повертається назад. Незважаючи на те, що він отримав легке влучання у плече, Сару встиг ухилитися від кількох вибухів фазера, перш ніж сховатися за великим каменем. Бернем добирається до головної статуї та встановлює всередину один фазер. Дрон досягає її місцезнаходження та відкриває вогонь, але Майкл знищує його фазером, перш ніж помістити зброю всередину та втекти в укриття. Сару збиває решту трьох своїми перами. Коли нові безпілотники досягли обох місць розташування офіцерів, електромагнітний імпульс спрацьовує, і захист вимикається. Тіллі й Адіра помічають, що голографічний капітан Рейнер завершив свою роботу.
Бернем кличе Сару й обіймає його, коли вона знаходить свого першого офіцера живим і лише незначно пораненим. У захваті від того, що «екшн Сару» виправдав своє прізвисько, дякує йому. Сару тепер зрозуміло, чому доктор Веллек вибрав для сховку промеліанський некрополь — він надзвичайно добре захищений. Обидва з полегшенням сміються перед тим, як повторно матеріалізувати фазери та продовжити пошуки.
Стамец працював над пошуком схеми в щоденнику. Зара не дуже допомагає, знайшовши 2 453 972 можливих збігів шаблону в базах даних Федерації. Бук і Калбер приступають до інженерії, а Букер тримає спеціальне обладнання. Бук хоче отримати доступ до спеціального підпросторового каналу зв'язку, щоб зв'язатися з Л'ак і Молл. Він здогадується, що вони — кур'єри, які беруться на найнебезпечнішу роботу. Стамец запитує, навіщо їм говорити з Буком, адже вони втікають із Зоряного флоту. Бук наполягає, що їм потрібно буде розвантажити щоденник, і сподівається розговорити їх, перш ніж вони дістануться до Лірека — якщо вони цього ще не зробили. Якщо цього не зробити, принаймні екіпаж «Дискавері» дізнався б більше про них. Бук наполягає, що вони повинні спробувати, і Стамец наказує допоміжному персоналу очистити техніку. Стамец приховує місцезнаходження «Дискавері» для виклику, і Бук впевнений, що Л'ак та Молл зроблять те саме для свого корабля. Букер починає передавати в «Даркнеті». Його повідомлення проходить, і через мить Л'ак і Молл з'являються як голограми, пропонуючи дві хвилини свого часу.
Повернувшись на Лірек, Бернем і Сару досягли цільової зони, але не знайшовши нічого примітного. Помітивши сліди фазера на руїнах, у них виникає ще більше питань. Сару не знаходить докзів, які б вказували на те, що в їхньому місці колись було щось великої сили. Бернем може лише зробити висновок, що напис на камені був наступною підказкою до технології Прародителів, пояснюючи, чому Л'ак і Молл знищили його. Тіллі повідомляє, що захисне поле знову ввімкнеться через 3-4 хвилини. Сару бачить бактерії, що світяться на місці випромінювання від вибуху фазера. Бактерії висвітлюють слова, які там були. Переналаштувавши своє сканування для УФ-спектру, Бернем може почати перекладати те, що вона впізнає як ромуланську мову: «Привіт, мандрівник. Багато світів ти об'їздив. Вітаю тебе». Ревлав, здається, містить п'ять віршів — а є чотири. Їм потрібно знайти п'ятий куплет, але час закінчується — Тіллі нагадує їм, що поле швидко відновлюється.
Бук називає себе Л'ак і Молл колишнім кур'єром, як і вони, але вони відмовляються продати щоденник тепер, коли знають, до чого це призводить. Букер хоче речі для себе і знає лише те, що вони біжать, а не куди чи від чого. Він попереджає, що щоденник небезпечний і лише Федерація може зберегти його. Вони не вірять, що він колись був кур'єром, але коли він представився як «Клівленд Букер», то впізнали це ім'я та припинили спілкування. Їхній комунікаційний сигнал був направлений через нестабільну кротовину, і його неможливо відстежити. Бук усамітнюється, дещо приголомшений.
Бернем і Сару згадують, що вони знають про ромуланців 24 століття. За часів імперії ромуланські мислителі та вчені подорожували з озброєною охороною, із чим співвідносяться захисні статуї. Також в їхніх оселях часто були фальшиві вхідні двері, з яких вони здогадувалися, що справжній вхід може бути за каменем. А точніше під ним. Сару може пересунути камінь, і Бернем справді щось знаходить під ним. Проглядаючи п'ятий куплет, Бернем розуміє, що Молл і Л'ак не мають цієї частини підказки й неправильно прямують на Бетазет. Далі Бернем знаходить інший пристрій, захований в основі каменю. Хоча вони не можуть дозволити Молл і Л'ак знайти прилад, не йде мова про знищення священного місця, яке вони вже достатньо потривожили. Обидва вирішують просто знову накрити камінь, і встигають зробити це тоді, коли захист безпеки знову спрацьовує. Обидва телепортуються лише за мить до того, як вибух фазера потрапить на їх місце, знищивши частину каменю.
Повернувшись у наукову лабораторію, Бернем дякує Тіллі, яка повідомляє їй про допомогу Рейнера. Немає жодних слідів корабля Молл та Л'ак. Бернем наказує, щоб Лінус підготував команду для ремонту кам'яного пам'ятника на планеті, а датчики розмістили на орбіті, щоб спостерігати за поверненням викрадачів. Стамец зауважує — Сару слід звернутися до лікаря. Помітивши, що частина, яку вона знайшла на Ліреку, схожа на схему, Бернем просить Зору створити її програмовану версію. Фрагмент із Лірека ідеально підходить до реплікованого, пояснюючи, чому Стамец не міг знайти збіг шаблону раніше, оскільки предмет був неповним. Бернем припускає — пристрій — це карта, розбита на п'ять частин, із яких залишилося чотири. Сару каже, що перші чотири вірші, які вони знайшли, свідчать про Бетазед, але останній вірш звучить так: «Світ, який не схожий на інший, де дві душі переплітаються, об'єднані як одна». Розглядаючи деталі з інших віршів, Адіра розуміє, що наступною планетою є Трілл.
Бук переглядає відеозаписи камер безпеки. Він зменшив вік Молл з допомогою Зори до семи років і трьох місяців. Образ юної Молл викликає у Букера впізнання. Коли Калбер входить і зауважує це, Бук запитує його, чи вірить він у долю. Він знає її як «Маллін», впізнаючи за родимкою, хоча раніше бачив її лише на голографічних зображеннях. Вона дочка його наставника, Клівленда Букера IV, що робить її найближчою до сім'ї Бука.
«Дискавері» повертається до штаб-квартири Федерації, Бернем відвідує Сару, який пакує свої речі. Сару каже, що вірить — він готовий до свого весілля, пройшовши через обряд — від життя в страху до життя в надії без страху, тому що Бернем буде із ним. Бернем каже, що честь служити з ним належала їй. Сару радить продовжувати рух вперед.
Пізніше Бернем бачить, як Венс відновлює свої знання по геометрії, щоб допомогти Чарлі. Вона запитує про розслідування, і Венс розповідає — попросив Рейнера достроково піти зі соужби. Бернем захищає Рейнера як людину, який завжди робив те, що він вважав правильним для Федерації, і Венс погоджується. Але змінився світ, і Рейнер цього не хотів побачити.
Бернем бачить Рейнера, який споглядає «Дискавері» на оглядовому майданчику, розмірковуючи про свою кар'єру та вимушену відставку. Майкл каже — хоча вони не знайшли технології Прародителів, але знають, куди рухатися далі. Бернем вражена його досягненнями та переглядає нагороди. Оскільки він завжди каже своїй команді думати, як їхні вороги, то шкодує, що сам не зробив того ж і не зміг передбачити наслідки для К'мау. Бернем вважає, що він повинен був сказати про це слідству. Вона хоче, щоб Рейнер став її новим Номером один, тому що місія та Федерація важливі для нього, і вона вже має підтримку Венса. Згадуючи, як їй самій дали другий шанс, це вона пропонує Райнеру. Він попереджає її, що не «такий», але саме на це Бернем розраховує. З цими словами Рейнер застібає блискавку на формі, готовий відправитися на службу.
- Я людина непоступлива
 — Дуже на це розраховую

## Сприйняття та відгуки
Станом на грудень 2024 року на сайті «IMDb» серія отримала 6.5 бала підтримки з можливих 10 при 1700 голосах користувачів.
В огляді для «Den of Geek» Лейсі Богер відзначила: «Остання подорож „Star Trek: Discovery“ вже на порозі, і це кінець епохи. Хоча й такої, яка, ймовірно, буде зустрінута багатьма різними емоціями. Однак, незалежно від того, як ви ставитеся до самого серіалу, „Дискавері“ повернув „Star Trek“ на телебачення після десятирічної відсутності та зіграв ключову роль у запуску великого всесвіту франшизи. Яким ми всі насолоджуємося сьогодні. Вже й за це ми щиро дякуємо. Проте також слід сказати, що „Дискавері“ не завжди був найпростішим для перегляду чи милування серіалом».
Для «Tor.com» Кейт ДеКандідо зазначено: «Початок п'ятого сезону „Зоряний шлях: Дискавері“ є унікальним у багатьох відношеннях. Але, мабуть, найбільш значним є те, що він визначає — одна й та сама особа буде командувати USS „Discovery“ другий сезон поспіль — чого не було раніше. Раніше був новий капітан щосезону: Лорка для 1 сезону, Пайк для 2-го, Сару для 3 сезону та Бернем для 4-го. Але Бернем все ще керує у 5 сезоні; і це свідчить про те, що — на цей раз — нічого не змінилося на „Discovery“. Тому, звичайно, це останній сезон. На превеликий жаль.»
В огляді «GamesRadar+» зазначено: «„Дискавері“, можливо, пішов далеко — далеко за межі будь-якої іншої точки франшизи після стрибка третього сезону в 32-му столітті. Але його останній сезон все ще знаходить час, щоб розкрити одну з найбільших, найстаріших таємниць у всесвіті Зоряного шляху. Отримавши Червону директиву (по суті, місію Зоряного флоту, яка має бути успішною за будь-яку ціну) під час прем'єри 5 сезону, Бернем виявляє, що вона шукає технології, які належать Прародителям. Можливо, важко впізнати цю назву, але шанувальники старовинного „Зоряного шляху“ точно знатимуть про древніх життєстворювачів. Вони складають основу епізоду „Погоні“ („Зоряний шлях: Наступне покоління“). Жан-Люк Пікар розкриває, можливо, найбільшу таємницю, що залишилася у Всесвіті: звідки ми?»
В огляді «Screen Rant» зазначалося: «Є просте пояснення для шанувальників „Зоряного шляху“, які, можливо, дивуються — чому вони ніколи раніше не чули про Червону директиву. Вона є винаходом 5 сезону „Дискавері“. Безумовно, була незліченна кількість секретних місій Зоряного флоту з пріоритетом Один. Але Червона директива підносить секретність і терміновість на інший рівень. Червоні директиви також свідчать про те, наскільки різним є Зоряний флот в епоху 32-го століття „Star Trek: Discovery“, яка, безумовно, матиме інші протоколи після таких криз, як Темпоральні війни та Спал.»
На «Rotten Tomatoes» станом на січень 2025 року серія отримала 1 позитивний відгук.

## Знімались
| Актор               | Роль           |
| ------------------- | -------------- |
| Сонеква Мартін-Грін | Майкл Бернем   |
| Даг Джонс           | Сару           |
| Ентоні Репп         | Пол Стамец     |
| Мері Вайзман        | Сільвія Тіллі  |
| Вілсон Круз         | Гаг Калбер     |
| Блу дель Барріо     | Адіра          |
| Каллум Кіт Ренні    | Реннер         |
| Девід Аджала        | Клівленд Букер |
| Одед Фер            | Чарльз Венс    |
| Чела Горсдал        | Лайра Ріллак   |
| Аннабель Волліс     | Зора           |
| Ів Гарлов           | Мелінн         |
| Еліас Туфексіс      | Л'ак           |